# Hrabia Dudley
Hrabia Dudley, z zamku Dudley w hrabstwie West Midlands (choć wcześniej w hrabstwie Staffordshire) to tytuł, który został utworzony dwukrotnie w parowstwie Zjednoczonego Królestwa, za każdym razem dla członków rodziny Ward. 

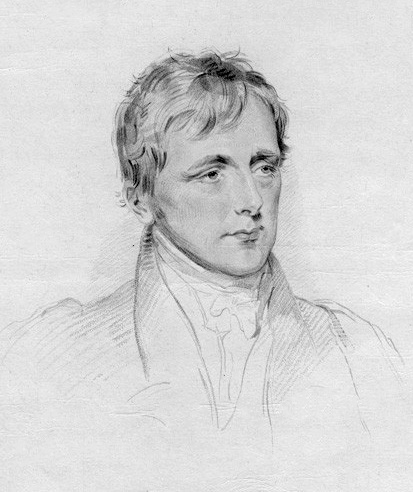
John Ward, 1. Hrabia Dudley

Baronowie Ward 1. kreacji (parostwo Anglii)
- 1644–1670: Humble Ward, 1. baron Ward
- 1670–1701: Edward Ward, 7. baron Dudley i 2. baron Ward
- 1701–1704: Edward Ward, 8. baron Dudley i 3. baron Ward
- 1704–1731: Edward Ward, 9. baron Dudley i 4. baron Ward
- 1731–1740: William Ward, 10. baron Dudley i 5. baron Ward
- 1740–1774: John Ward, 6. baron Ward

Wicehrabiowie Dudley i Ward 1. kreacji (parostwo Wielkiej Brytanii)
- 1763–1774: John Ward, 1. wicehrabia Dudley i Ward
- 1774–1788: John Ward, 2. wicehrabia Dudley i Ward
- 1788–1823: William Ward, 3. wicehrabia Dudley i Ward
- 1823–1833: John William Ward, 4. wicehrabia Dudley i Ward

Hrabiowie Dudley 1. kreacji (parostwo Zjednoczonego Królestwa)
- dodatkowy tytuł: wicehrabia Ednam
- 1827–1833: John William Ward, 1. hrabia Dudley

Baronowie Ward 1. kreacji, cd.
- 1833–1835: William Humble Ward, 10. baron Ward
- 1835–1885: William Ward, 11. baron Ward

Hrabiowie Dudley 2. kreacji (parostwo Zjednoczonego Królestwa)
- dodatkowy tytuł: wicehrabia Ednam
- 1860–1885: William Ward, 1. hrabia Dudley
- 1885–1932: William Humble Ward, 2. hrabia Dudley
- 1932–1969: William Humble Eric Ward, 3. hrabia Dudley
- 1969 -: William Humble Davis Ward, 4. hrabia Dudley

Najstarszy syn 4. hrabiego Dudley: William Humble David Jeremy Ward, wicehrabia Ednam